# Wynton Marsalis
Wynton Marsalis (* 18. října 1961, New Orleans, Louisiana) je trumpetista a skladatel, který se věnuje jazzu a vážné hudbě. Je znám jako popularizátor jazzu i vážné hudby, zaměřuje se především na mladé posluchače. Co se týče jazzu, je často citován jako uznávaná autorita s širokými hudebními znalostmi. Zatím vydal 16 alb klasiky a více než 30 jazzových alb. Devětkrát také vyhrál cenu Grammy a jako první jazzový hudební umělec získal Pulitzerovu cenu.

## Životopis
Wynton Marsalis se narodil v hudební rodině, v kolébce jazzu – v New Orleans. Má pět sourozenců, tři z nich – Branford, Delfeayo a Jason – jsou také jazzovými hudebníky. Wynton už jako malé dítě projevoval své hudební nadání a zájem o hudbu. Svou první trumpetu dostal v šesti letech, v osmi letech odehrál svůj první veřejný koncert v baptistickém kostele. Ve čtrnácti letech dostal pozvání do neworleanské filharmonie.
V roce 1978 se přestěhoval do New Yorku, kde studoval hru na trumpetu. O dva roky později už hrál ve slavných Art Blakey’s Jazz Messengers. S Blakeym vydržel rok, pak následovalo koncertní turné po Spojených státech a Japonsku s pianistou Herbiem Hancockem. Marsalis se pomalu stával slavným, a tak následovala spolupráce s jazzovými legendami Sarah Vaughanovou, Dizzym Gillespiem, Harry Edisonem, Clarkem Terrym a Sonny Rollinsem.
Poté Marsalis založil svůj vlastní ansámbl, se kterým hrával 120 koncertů ročné a procestoval při tom 30 zemí světa na všech kontinentech kromě Antarktidy. Toto nasazení mu vydrželo 10 let. V této době ale také učil a jako lektor se účastnil různých workshopů. V jeho sféře zájmu ale také byli starší jazzoví muzikanti, nejedna nahrávací společnost po jeho přímluvě znovu vydala staré klasické jazzové desky ze svého katalogu. Ke studentům Marsalisových workshopů se hlásí James Carter, Christian McBride, Roy Hargrove, Harry Connick, Jr., Nicholas Payton, Eric Reed nebo Eric Lewis.